# 曲管巢蛛
曲管巢蛛（学名：Clubiona flexa）为管巢蛛科管巢蛛属的动物。在中国大陆，分布于湖北等地。该物种的模式产地在湖北神农架。